# Gelbe Liste Identa
Die Gelbe Liste Identa ist ein Online-Tool zur Suche und Identifizierung von Medikamenten. Mit Gelbe Liste Identa können Tabletten, Kapseln und andere Arzneimittel sicher und schnell identifiziert und auf Teilbarkeit überprüft werden. Ihr Ursprung war eine in Buchform erstellte Bestimmungsliste zum Identifizieren von festen oralen Arzneimitteln, die als langjähriges Standardwerk für die Identifizierung von Medikamenten in der Apotheke gilt. Sie ist ein Medium, das durch originalgetreue und systematisch sortierte Fotos die Bestimmung einzelner Tabletten, Dragees oder Kapseln ermöglicht und damit die Arzneimittelsicherheit fördert. Die Gelbe Liste Identa gehört zur Familie der Gelben Liste Pharmindex des Neu-Isenburger Medien-Unternehmens MMI.

## Benutzung
Die Arzneimittel werden allein nach äußeren Kriterien bestimmt: Farbe, Form, Gewicht, Größe sowie gegebenenfalls Bruchrillen, Prägungen oder Aufdrucke. Die Ausgabe 2015 enthielt  380 Seiten und mehr als 5000 originalgetreue Abbildungen. Die Abbildungen wurden mit Informationen zur Teilbarkeit der Darreichungsform ergänzt. Die Gelbe Liste IDENTA wurde Anfang 2017 weiter verbessert. Zusätzlich zu Tausenden von Bildern stellt die Medizinische Medien Informations GmbH (MMI) jetzt auch beschreibende Texte der Tabletten zur Verfügung.
Verfügbar sind die Daten der Gelben Liste Identa auch auf CD-ROM und im Internet. Zusätzlich werden die führenden Apothekensoftwarehäuser mit den Identa-Daten beliefert. So gelangen die originalgetreuen Abbildungen der Präparate in einen großen Teil der elektronischen Apothekensysteme.
Die Verifizierung erfolgt nach den Angaben Tabletten oder Dragees, Hart- oder Weichgelatine Kapseln oder sonstigen  Formen des Präparats, ob rund, oval, oblong oder eine Sonderform. Maßangaben wie Länge, Höhe, Breite, Durchmesser und Gewicht können als Suchkriterien angegeben werden.
Besonders in Krankenhäusern und Pflegeeinrichtungen wird diese Funktion intensiv genutzt, um die benötigten Informationen zum entsprechenden Medikament herauszufinden. So können Ärzte oder Pflegepersonal beispielsweise schnell und unkompliziert klären, welches Medikament ein Patient eingenommen haben könnte.
Auch der Bundesgerichtshof bezog sich in Patent-Rechtsstreitigkeiten auf die Gelbe Liste Identa.